# متنزه تلال هيذر الحكومي
تبلغ مساحة متنزه تلال هيذر الحكومي 1,755 أكر (7.10 كـم2) متنزه الولاية تقع على الطرف الشرقي من ساوث فورك في لونغ آيلاند بالقرب من قرية مونتوك بنيويورك.

## تاريخ
كانت الأرض التي كان من المقرر أن تصبح متنزه تلال هيذر الحكومي مخصصة للتطوير الخاص لمجمع ترفيهي ، بما في ذلك الفنادق والكازينوهات وحقل البولو وحوض اليخوت ، في أوائل القرن العشرين. بعد أن تم حظر التطوير المخطط له من قبل لجنة متنزه لونغ ايلاند الحكومي تم بيع جزء من المقتنيات الخاصة إلى ولاية نيويورك ، التي افتتحت 1,755 أكر (7.10 كـم2) قطعة أرض مثل متنزه تلال هيذر الحكومي في أغسطس 1924.

## وصف

### الموقع والدخول
يقع المتنزه في ساوث فورك في لونغ آيلاند في نابيج. ثلاث متنزهات حكومية إضافية على بعد أميال قليلة إلى الشرق هي: متنزه مونتوك داونز الحكومي ، متنزه كامب هيرو ستيت بارك ، ومتنزه مونتوك بوينت العام.
يمكن الوصول إلى قرية مونتوك القريبة من المتنزه عبر طريق مونتوك السريع وفرع مونتوك في طريق إيست لونغ آيلاند للسكك الحديدية. إيست سوفولك العابر في ١٠ سي يخدم الطريق أيضا الشاطئ توصيله مع إيست هامبتون ومونتوك، و في أماجانسيت ، إيست هامبتون و مونتوك ونج ايلاند ريل رود المحطات على فرع مونتوك.

### الميزات و المرافق
يوفر المتنزه شاطئًا رمليًا للمحيط. طاولات نزهة ملعب؛ برامج ترفيهية مسارات طبيعية جولة على الأقدام؛ مضمار للخيل وصيد الأسماك؛ مخيم مع 168 موقعًا للخيام والمقطورات بالقرب من المحيط ؛ التزلج عبر الريف و تمتاز بمطاعم. يشمل المتنزه على المشي على الكثبان الرملية ، الذي يتميز بإطلالة على الكثبان الرملية المهاجرة ، وهي نادرة في شرق الولايات المتحدة ؛ معظم كثبان الشواطئ خطية ولا تهاجر.

## روابط خارجية
- New York State Parks: Hither Hills State Park
- Long Island Exchange: Hither Hills State Park